# 28884 Youngjunchoi
28884 Youngjunchoi este o planetă minoră (asteroid), cu un diametru de 11,284 km, din centura de asteroizi. A fost descoperită pe 27 mai 2000 la Stația Anderson Mesa de Lowell Observatory Near-Earth-Object Search și a fost numită după Young-Jun Choi⁠(d). 
Obiectul prezintă o orbită caracterizată de o semiaxă mare de 3,0954897 UAi, o excentricitate de 0,06, o înclinație de 22,33469 ° în raport cu ecliptica.